# Курятников, Николай Андреевич
Николай Андреевич Курятников (22 декабря 1923, Семчино, Московская губерния — 10 марта 1944, Тарнопольская область) — капитан Рабоче-крестьянской Красной Армии, участник Великой Отечественной войны, Герой Советского Союза (1943).

## Биография
Николай Курятников родился 22 декабря 1923 года в деревне Семчино (ныне — городской округ Клин Московской области). Окончил среднюю школу. В сентябре 1941 года Курятников был призван на службу в Рабоче-крестьянскую Красную Армию. Окончил курсы младших лейтенантов. С сентября 1942 года — на фронтах Великой Отечественной войны.
К сентябрю 1943 года старший лейтенант Николай Курятников был заместителем командира батальона 1087-го стрелкового полка 322-й стрелковой дивизии 13-й армии Центрального фронта. Отличился во время битвы за Днепр. 22 сентября 1943 года Курятников одним из первых переправился через Днепр в районе деревни Нижние Жары Брагинского района Гомельской области Белорусской ССР и принял активное участие в боях за захват и удержание плацдарма на его западном берегу.
Указом Президиума Верховного Совета СССР от 16 октября 1943 года за «образцовое выполнение боевых заданий командования на фронте борьбы с немецкими захватчиками и проявленные при этом мужество и героизм» старший лейтенант Николай Курятников был удостоен высокого звания Героя Советского Союза с вручением ордена Ленина и медали «Золотая Звезда» за номером 1169.
В одном из последующих боёв Курятников получил тяжёлые ранения, от которых скончался 10 марта 1944 года. Первоначально был похоронен в деревне Черниховцы Тернопольской области, позднее перезахоронен в городе Збараж.
Был также награждён орденом Красной Звезды.
В честь Курятникова названа улица и установлен памятник в городе Высоковске.